# 燕子花
燕子花（学名：Iris laevigata）为鸢尾科鸢尾属的植物，又名杜若。分布于俄罗斯、日本、朝鲜以及中国大陆的辽宁、云南、黑龙江、吉林等地，生长于海拔1,890米至3,200米的地区，多生在沼泽地以及河岸边的水湿地，在日本已有1000多年的栽培历史，在兼六園等日式庭園常見。2004年11月起發行的新版日元五千元紙鈔背面印有尾形光琳所繪燕子花图屏风。

## 别名
平叶鸢尾（北京植物园栽培植物名录），光叶鸢尾（中国植物学杂志）